# Ґлоґова (Кольський повіт)
Ґлоґова (пол. Głogowa) — село в Польщі, у гміні Клодава Кольського повіту Великопольського воєводства.
Населення — 182 особи (2011).
У 1975-1998 роках село належало до Конінського воєводства.

## Демографія
Демографічна структура станом на 31 березня 2011 року:
|          | Загалом | Допрацездатний вік | Працездатний вік | Постпрацездатний вік |
| -------- | ------- | ------------------ | ---------------- | -------------------- |
| Чоловіки | 94      | 26                 | 54               | 14                   |
| Жінки    | 88      | 12                 | 55               | 21                   |
| Разом    | 182     | 38                 | 109              | 35                   |